# Skillaz
Skillaz — российская IT-компания, специализирующаяся на комплексном подходе к автоматизации процессов управления человеческими ресурсами предприятия и обеспечивающая компании интеграции информационной системы.

## История
Компания была основана в 2015 и с тех пор Skillaz выросла до 310 тысяч довольных пользователей, обработала более 6 миллионов кандидатов и закрыла 350 тысяч вакансий в год.
Skillaz предлагает своим клиентам цифровую HR-платформу, которая включает в себя решения для подбора, адаптации, обучения, развития, вовлечения и оффбординга персонала. Платформа основана на роботизированных процессах (RPA), которые позволяют оптимизировать время и затраты на HR-процессы, повышать производительность и лояльность сотрудников, а также получать подробную аналитику для принятия обоснованных решений.

## Деятельность
Skillaz является одним из лидеров на рынке HR-технологий в России и странах СНГ. Компания имеет офисы в Москве и Вологде. Среди клиентов Skillaz можно найти такие крупные компании, как Сбер, X5 Retail Group, Магнит, Мегафон, Росатом, РЖД и многие другие.
Skillaz постоянно развивает свои продукты и услуги, учитывая потребности и пожелания своих клиентов и пользователей. Компания также активно участвует в различных внешних мероприятиях и проектах, связанных с HR-сферой, и организовывает свои офлайн и онлайн события для HR экспертов.

## Кейсы Skillaz
Skillaz имеет множество успешных кейсов с различными компаниями, которые доверили Skillaz автоматизацию своих HR-процессов. Например:
- Сеть супермаркетов «Перекрёсток» делегировала массовый подбор Skillaz с помощью услуги аутсорсинга рекрутмента. Благодаря этому «Перекрёсток» смог сосредоточиться на стратегии и передать рутинные процессы по подбору сотрудников на массовые позиции.[4]
- Группа Самолёт заменила иностранное HR ПО на российское от Skillaz за 1,5 месяца. Совместно со Skillaz, Группа Самолёт провела бесшовную для пользователей миграцию данных и настроила HR-процессы в соответствии с потребностями бизнеса.[5]
- Сеть продуктовых магазинов «Пятёрочка» внедрила интеллектуальную систему Skillaz для массового подбора персонала. Как результат, «Пятёрочка» сократила время на подбор кандидатов на 40 %, увеличила конверсию из заявки в наём на 30 % и снизила стоимость привлечения кандидата на 38 %.[6]
- X5 Digital, дочерняя компания X5 Retail Group, масштабировала подбор курьеров с помощью Skillaz. С помощью интеллектуальной системы Skillaz, X5 Digital автоматизировала публикацию вакансий, обработку резюме, тестирование кандидатов и заключение договоров.[7]